# 藤原周家
藤原 周家（ふじわら の ちかいえ）は、平安時代中期の貴族。藤原北家、摂政関白内大臣・藤原道隆の子。官位は従四位下・大舎人頭。

## 経歴
一条朝の長保5年（1003年）頃から寛弘6年（1009年）頃にかけて右衛門佐を務め、のち兵部大輔や大舎人頭に任ぜられた。また、小一条院の乳母を妻とし、院に恪勤の侍として仕えたという。
後朱雀朝の長暦2年（1038年）9月1日に周家の物を盗み取ろうとした家来に殺害される。従兄弟にあたる関白・藤原頼通一族や、甥の頭弁・藤原経輔が喪に服したという。

## 官歴
- 長保5年（1003年） 4月6日：見右衛門佐[4]
- 時期不詳：従四位下[4]
- 寛弘4年（1007年） 4月5日：見右衛門佐[4]
- 寛弘6年（1009年） 日付不詳：止右衛門佐?[5]
- 時期不詳：兵部大輔[1]。大舎人頭[6]
- 長暦2年（1038年） 9月1日：卒去[7]

## 系譜
『尊卑分脈』による。
- 父：藤原道隆
- 母：伊予守奉孝（姓不詳）の娘
- 妻：敦明親王の乳母[1]
- 生母不明の子女
  - 男子：長心
  - 男子：行尊